# Битва при Оденпе
Би́тва при О́денпе — сражение, которое произошло во время Ливонского крестового похода в 1217 году. Сражение окончилось победой эстонцев и русских.

## Ход битвы
В феврале 1217 года русские войска совместно с жителями острова Эзель, а также других эстонских земель подошли к Оденпе и осадили его. Численность осаждающих достигала 20 000 человек. Так как крепость была хорошо укреплена, у осаждавших не получалось взять её штурмом. Осада продолжалась 17 дней.
Епископ Альберт Буксгевден послал из Риги 3000 воинов на выручку осаждённым. Подойдя к крепости, они встретились с эстонско-русскими войсками, завязалась битва. В результате немцам удалось прорваться в крепость, но при прорыве они понесли большие потери. Из-за множества людей и коней в замке возник резкий недостаток провизии и фуража. Голодные кони стали объедать хвосты друг у друга. На третий день после прорыва в крепость подкрепления начались переговоры. По условиям мирного договора немецкие войска оставили Оденпе, а также покинули всю территорию Эстонии. Это сражение стало самым крупным поражением крестоносцев за весь крестовый поход в Эстонию. 